# 长颖沿沟草
长颖沿沟草（学名：Catabrosa capusii）为禾本科沿沟草属下的一个种。

## 扩展阅读
- 維基物種上的相關：长颖沿沟草